# Stabilizzatore d'immagine

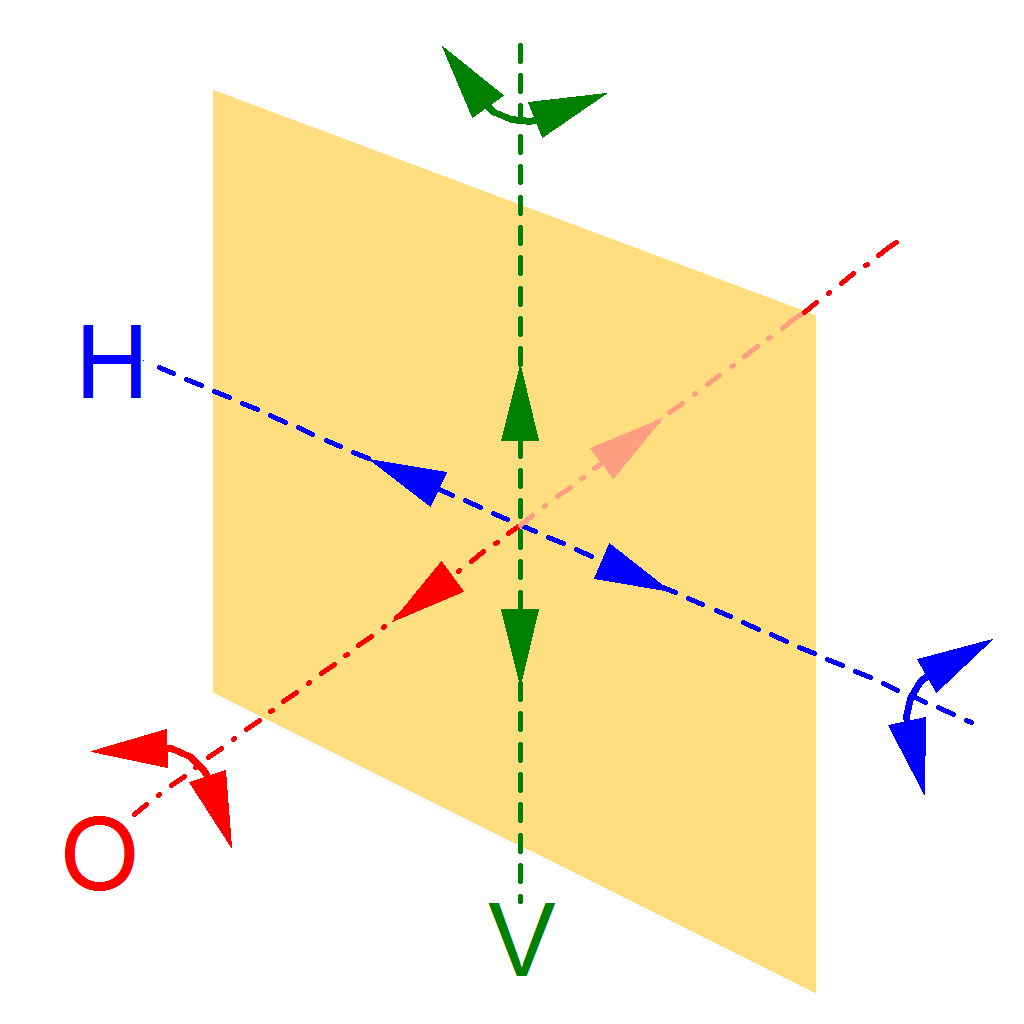
Stabilizzazione degli assi

Lo stabilizzatore d'immagine è una tecnologia applicata a diversi strumenti ottici, che permette di eliminare o di ridurre il mosso indesiderato, nelle immagini statiche (fotografia) o in movimento (cinema, video e osservazione) fornite o acquisite dal dispositivo (fotocamera, cinepresa, videocamera, binocolo, ecc). Questa tecnologia rende le immagini più nitide rispetto a quelle riprese senza stabilizzazione, e ciò è più marcato in base al maggior ingrandimento delle ottiche usate, ad esempio quando si utilizzano i teleobiettivi. 
Lo stabilizzatore d'immagine può essere applicato sia al sensore d'immagine (nuove tecnologie), che agli obiettivi che formano le immagini per il senore, o per l'oculare di alcuni binocoli per l'osservazione a mano libera. In base ai casi, può essere totalmente meccanico o servoassistito elettronicamente, tra quelli di tipo «ottico», oppure può essere «digitale» con funzione software per l'elaborazione sulle immagini già ricevute. 

## Efficienza
Escludendo le cause del mosso date dal movimento del soggetto ripreso o osservato, il mosso che è possibile stabilizzare è solo quello creato dal tremolio involontario della mano che regge lo strumento, o da altre cause che creano instabilità allo strumento stesso o alle sue lenti e obiettivi. Ad esempio, lo specchio mobile delle fotocamere reflex, è quasi sempre causa di micromosso o tremolii indesiderati, in molte circostanze. 
L'efficienza degli obiettivi fotografici, in genere, si misurano in ƒ-stop riguardo al tempo di esposizione maggiore con la stabilizzazione in funzione. Lo stabilizzatore si può usare in svariati casi e situazioni in cui ci serve un'immagine abbastanza ferma. Di certo uno stabilizzatore non può sostituire l'uso di un treppiedi, in quanto non consente tempi di ripresa elevati e una ripresa perfettamente immobile, ma in molte situazioni permette di scattare foto o ottenere riprese ottimali in cui, per comodità o per necessità, non possiamo utilizzare il treppiedi. Bisogna sempre ricordarsi che i sistemi di stabilizzazione funzionano per minimi movimenti del dispositivo e per tempi di apertura consigliabilmente non inferiori a 1/20 di secondo.
Nel campo dell'osservazione binoculare, ad esempio, molto spesso può essere sufficiente appoggiare saldamente i gomiti ad un tavolo, ad uno steccato, al tetto della macchina o ad un qualsiasi supporto solido trovato in loco (roccia, tronco d'albero, ecc.), oppure appoggiare il bordo dell'obiettivo ad un muro (un palo, un albero, ecc.), per vedere immediatamente l'effetto di stabilizzazione "manuale" delle immagini. e questi accorgimenti funzionano ovviamente anche per le riprese cine-foto-video.
Raccogliendo svariati risultati dei test fatti da vari esperti del settore binocoli, un utente con buona esperienza e mano ferma, in media potrebbe valutare visivamente un aumento dei dettagli di solo 1,6x (come equivalente aumento del ingrandimento), tra lo stesso binocolo usato a mano libera e fissato su un treppiedi; un utente medio potrebbe valutare un miglioramento più consistente, ad esempio da 1,8x a 2x circa. Usando invece i binocoli stabilizzati, il miglioramento dei dettagli, per un esperto, è di solo 1,4x circa, e per un utente medio è tra 1,6x e 1,8x circa. 

## Stabilizzatore ottico (OIS)

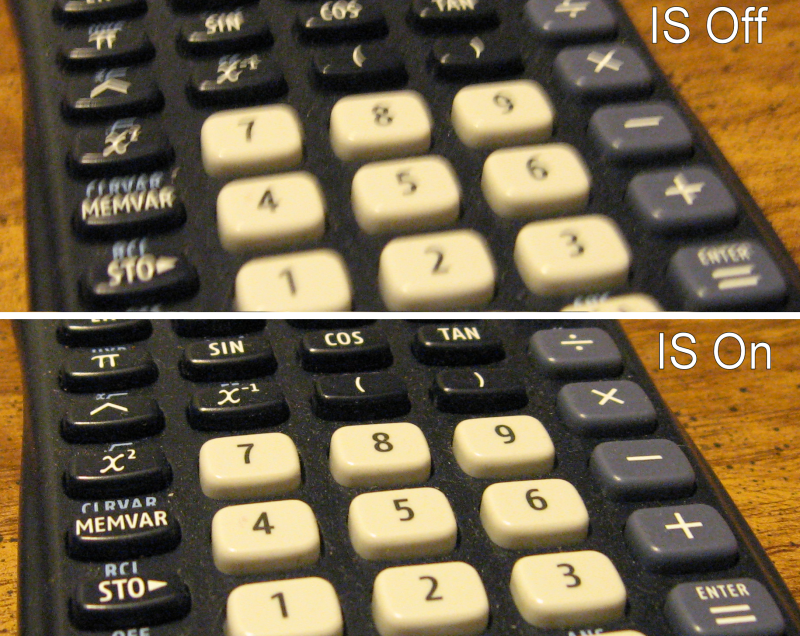
Esempio di immagine con e senza stabilizzazione

Lo stabilizzatore ottico funziona mediante un sistema meccanico, tramite un giroscopio che muove alcune lenti dello schema ottico di un obiettivo, assecondando i movimenti involontari della mano, in modo da controbilanciare lo spostamento. Questo sistema può essere costituito anche da una sola lente che, spostandosi, corregge l'asse ottico dell'immagine, riducendo la sfocatura da tremolio. Si tratta di un sistema sofisticato e complesso, che in genere fa lievitare il prezzo dell'apparecchio o del dispositivo. Ad esempio, può essere parte di un sistema ottico di un dispositivo o di un obiettivo supplementare che si può abbinare ad una foto-video-camera, ecc.

## Stabilizzatore digitale (EIS)
Lo stabilizzatore digitale è costituito da un processore dotato di un apposito software di elaborazione delle immagini, preinstallati sul dispositivo. Questo tipo di stabilizzatore funziona solo su apparecchi digitali, siano essi videocamere o fotocamere. Si tratta di un sistema meno costoso da realizzare rispetto agli stabilizzatori ottici, in quanto non necessita di una parte meccanica. Tuttavia è per sua natura meno efficace e preciso dello stabilizzatore ottico. 

## Impieghi
Il primo stabilizzatore d'immagine è presente nel mercato dal 1995 con l'obiettivo EF 75-300 mm della Canon e sta conquistando sempre più rapidamente il consenso di molte case produttrici di videocamere, fotocamere e obbiettivi. Inizialmente questo sistema era montato su dispositivi molto professionali e performanti, successivamente su apparecchi semi professionali, decretandone un grande successo (come la serie FZ delle Lumix di Panasonic), e attualmente anche su videocamere più economiche e fotocamere compatte. Inoltre, moltissimi smartphone (anche quelli più economici) sono dotati almeno di uno stabilizzatore di immagine digitale; i modelli più costosi o che puntano molto sulla qualità del comparto foto, dispongono spesso di uno stabilizzatore ottico, oltre a quello digitale.

## Nomenclature
Ogni casa produttrice di dispositivi di acquisizione immagini ha sentito sempre più forte il bisogno di personalizzare il nome del proprio stabilizzatore creando nuove sigle. Le più importanti sono:
- Mega OIS e Advanced OIS di Panasonic
- Shake Reduction di Pentax
- Super SteadyShot di Sony Alpha
- Vibration Reduction di Nikon
- Image Stabilizer di Canon